# Рон Ливингстън
Роналд Джоузеф „Рон“ Ливингстън (на английски: Ronald Joseph "Ron" Livingston; роден на 5 юни 1967 г.) е американски актьор. Известен е с ролята си на Питър Гибънс във филма „Офис треска“, както и с тази на капитан Люис Никсън в минисериала „Братя по оръжие“.

## Личен живот
Той и колежката му Роузмари ДеУит се запознават по време на снимките на сериала Standoff и след тригодишна връзка се женят на 2 ноември 2009 г. През май 2013 г. двамата осиновяват момиченце, родено на 29 април същата година. Кръщават дъщеря си Грейси Джеймс Ливингстън.

## Избрана филмография
- „Светкавицата“ (2023)
- „Петата вълна“ (2016)
- „Ваканция“ (2015)
- „Форт Блис“ (2014)
- „Заклинанието“ (2013)
- „Необичайният живот на Тимъти Грийн“ (2012)
- „Любов от разстояние“ (2010)
- „Вечеря за идиоти“ (2010)
- „Жената на пътешественика във времето“ (2009)
- „Черното тефтерче“ (2004)
- „Адаптация.“ (2002)
- „Офис треска“ (1999)